# Heath Evans
Bryan Heath Evans (West Palm Beach, 30 dicembre 1978) è un ex giocatore di football americano statunitense che ha militato nel ruolo di fullback nella National Football League (NFL).

## Carriera

### Seattle Seahawks
Al college Evans giocò a football ad Auburn. Fu scelto nel corso del terzo giro (82º assoluto) del Draft NFL 2001 dai Seattle Seahawks. Vi giocò per quattro stagioni bloccando per Shaun Alexander.

### Miami Dolphins
Evans firmò con i Miami Dolphins nella primavera del 2005. Fu svincolato dopo sei partite.

### New England Patriots
Una settimana dopo Evans firmò con i New England Patriots per il resto della stagione 2005. Il 16 novembre giocò al posto dell'infortunato Corey Dillon come tailback e corse 84 yard nella vittoria. Il 23 marzo 2006 firmò per un altro anno con i Patriots. Quella stagione segnò il suo primo touchdown nella gara contro i Dolphins su passaggio da una yard di Tom Brady. Nei playoff contro i San Diego Chargers fece registrare 3 tackle negli special team nella vittoria a sorpresa dei Patriots. Nella finale della AFC ricevette 4 passaggi ma New England fu eliminata dagli Indianapolis Colts.
IL 24 febbraio 2007 Evans firmò un nuovo contratto biennale con i Patriots. Nella gara di apertura della stagione segnò un touchdown su una corsa da 2 yard contro i New York Jets. I Patriots conclusero la stagione regolare da imbattuti e giunsero fino al Super Bowl, dove furono battuti dai New York Giants.

### New Orleans Saints
Il 5 marzo 2009 Evans firmò con i New Orleans Saints. Disputò le prime sei partite della stagione segnando un touchdown, prima di venire inserito in lista infortunati a causa di un infortunio a un ginocchio subito nella gara del 25 ottobre contro i Dolphins. Mentre era in lista infortunati, i Saints batterono i Colts nel Super Bowl XLIV. Si ritirò dopo la stagione 2010.

## Palmarès

### Franchigia
- Super Bowl : 1

New Orleans Saints: XLIV
- American Football Conference Championship: 1

New England Patriots: 2007
- National Football Conference Championship: 1

New Orleans Saints: 2009